# Anton Iossifovitch Gastilovitch
Anton Iossifovitch Gastilovitch (en russe : Анто́н Ио́сифович Гастило́вич), né le 2 novembre 1902 dans l'Empire russe et décédé le 23 novembre 1975 en URSS, est un militaire soviétique, colonel-général.

## Biographie
Il est né dans une ferme dans l'Apskritis de Vilnius. Il rejoint l'Armée rouge en 1919. Durant la guerre civile russe, il participe comme assistant du chef d'état-major aux batailles à Oufa et à Orenbourg et au Turkestan. En 1924, il est diplômé de la 1re école d'infanterie de Leningrad. En septembre 1924, il devient commandant du peloton. En 1931, il est diplômé de l'Académie militaire Frounze.
Durant la Seconde Guerre mondiale, du 15 mai 1942 au 18 novembre 1943, il est commandant de la même 17e armée (Union soviétique). En janvier 1944, il commande le 17e Corps de fusiliers de la Garde. Le 20 janvier 1945, il est nommé lieutenant-général. 
Il est nommé colonel-général en 1959. Il devient docteur en sciences militaires en 1957.

## Décorations
- Ordre de Lénine
- Ordre de l'étoile rouge
- Ordre de Souvorov
- Ordre de Kutuzov